# Haplostola aphelioides
Haplostola aphelioides là một loài bướm đêm trong họ Noctuidae.